# Conservatoire à rayonnement régional Toulon Provence Méditerranée
 (août 2025).
Le Conservatoire Toulon Provence Méditerranée (également appelé Conservatoire TPM) est un conservatoire à rayonnement régional, établissement d'enseignement artistique géré par la Métropole Toulon Provence Méditerranée et agréé par l'État (Direction générale de la Création artistique du ministère de la Culture et de la Communication), représenté par la direction régionale des Affaires culturelles (DRAC). Il a son siège à Toulon (Var, France).

## Histoire
Le conservatoire a été créé en 2002, réunissant onze écoles de musique de Carqueiranne, Hyères, La Garde, La Seyne-sur-Mer, La Valette-du-Var, Le Pradet, Le Revest-les-Eaux, Ollioules, Saint-Mandrier-sur-Mer, Six-Fours-les-Plages et Toulon.

### Directeurs successifs
- Philippe Lesburgueres - 2004 à 2011
- Olivier Perin - 2011 à 2014
- Jean-Pierre Pommier - 2014 à 2018
- Jean Louis Maes - 2018 à 2023
- Robert Llorca - depuis 2024

## Le Conservatoire TPM aujourd’hui
L'établissement est actuellement dirigé par Robert Llorca.

### Diplômes délivrés
Le conservatoire décerne un certificat d'études musicales, un certificat d'études chorégraphiques, un certificat d'études théâtrales, un certificat d'études circassiennes, ainsi que les diplômes d’études musicales, chorégraphiques et théâtrales.

### Enseignement
Le conservatoire délivre un enseignement concernant les cordes (violon, alto, violoncelle, contrebasse), les bois (flûte, hautbois, basson, saxophone, clarinette), les cuivres (cor, trompette, trombone, tuba) ainsi que les instruments polyphoniques (piano, accordéon, guitare, harpe, orgue, percussions, clavecin). L'enseignement du jazz, des musiques actuelles amplifiées, des musiques anciennes et traditionnelles est également délivré. Enfin, des classes de chant, de formation et érudition musicale (composition, écriture, analyse, culture...), de pratiques collectives (ateliers, orchestres...) sont également accessibles. 
Les danses classique, contemporaine et jazz font partie de l’offre chorégraphique du conservatoire. 
Un cursus d'études théâtrales est dispensé jusqu'au DET. Il existe également une Classe Préparatoire à l'Enseignement Supérieur (CPES) labélisée par l'Etat.
L'enseignement du cirque est une particularité de ce conservatoire qui est le seul, en France, à proposer cette spécialité.

### Partenariats
Le conservatoire, en partenariat avec l’Éducation nationale, propose des classes à horaires aménagés, en musique, en danse et en théâtre. Par la musique, les collèges Django-Reinhardt et Notre-Dame-des-Missions participent à ce programme ; pour la danse, le collège Maurice Genevoix ; pour le théâtre, le collège Nicolas Fabri de Peiresc.